# Daisuke Satō (calciatore)
Daisuke Caumanday Satō (佐藤 大介?, Satō Daisuke; Davao, 20 settembre 1994) è un calciatore filippino, difensore dell'One Taguig e della nazionale filippina.

## Biografia
Nasce il 20 settembre 1994 da madre filippina e padre giapponese.

## Caratteristiche tecniche
Terzino sinistro di spinta, all'occorrenza può ricoprire anche i ruoli di esterno alto oppure ala.

## Carriera

### Club
Agli inizi della sua carriera ha fatto parte delle giovanili dell'Urawa Red Diamonds.
Nel 2014 si trasferisce al Global Football Club, dove viene impiegato come attaccante.
Il 13 luglio 2016 passa al club rumeno del FC Politehnica Iași, divenendo il primo filippino a giocare in Liga I. Compie il suo debutto il 16 settembre seguente, nella sconfitta per 3-1 contro la Dinamo Bucarest.

### Nazionale
Dal 2014 gioca con la nazionale filippina, dove gioca prevalentemente come terzino sinistro.

## Statistiche

### Cronologia presenze e reti in nazionale
| Cronologia completa delle presenze e delle reti in nazionale ― Filippine | Cronologia completa delle presenze e delle reti in nazionale ― Filippine | Cronologia completa delle presenze e delle reti in nazionale ― Filippine | Cronologia completa delle presenze e delle reti in nazionale ― Filippine | Cronologia completa delle presenze e delle reti in nazionale ― Filippine | Cronologia completa delle presenze e delle reti in nazionale ― Filippine | Cronologia completa delle presenze e delle reti in nazionale ― Filippine | Cronologia completa delle presenze e delle reti in nazionale ― Filippine |
| Data                                                                     | Città                                                                    | In casa                                                                  | Risultato                                                                | Ospiti                                                                   | Competizione                                                             | Reti                                                                     | Note                                                                     |
| ------------------------------------------------------------------------ | ------------------------------------------------------------------------ | ------------------------------------------------------------------------ | ------------------------------------------------------------------------ | ------------------------------------------------------------------------ | ------------------------------------------------------------------------ | ------------------------------------------------------------------------ | ------------------------------------------------------------------------ |
| 07-01-2019                                                               | Dubai                                                                    | Corea del Sud                                                            | 1 – 0                                                                    | Filippine                                                                | Coppa d'Asia 2019 - 1º turno                                             | -                                                                        |                                                                          |
| 11-01-2019                                                               | Abu Dhabi                                                                | Filippine                                                                | 0 – 3                                                                    | Cina                                                                     | Coppa d'Asia 2019 - 1º turno                                             | -                                                                        | 56’                                                                      |
| 16-01-2019                                                               | Dubai                                                                    | Kirghizistan                                                             | 3 – 1                                                                    | Filippine                                                                | Coppa d'Asia 2019 - 1º turno                                             | -                                                                        |                                                                          |
| Totale                                                                   |                                                                          | Presenze                                                                 | 3                                                                        |                                                                          | Reti                                                                     | 0                                                                        |                                                                          |